# カワムラサイクル
株式会社カワムラサイクルは、兵庫県神戸市西区に本社を置く車椅子等介護用品メーカー。2013年3月、マックス株式会社 によるTOBにより同社の完全子会社となり、上場廃止。

## 概要
かつてはミヤタや丸石などと共に高級自転車メーカーとして著名だったが、近年は車椅子製造を専業としている。元々、自転車制作における高度な技術を持っていたため、それを車椅子に生かしたことで優れた商品を相次いで発表、瞬く間にシェアを伸ばし、近年は業界のトップに躍り出るほど成長した。旧川村産業も1973年に電動車椅子を発売している。

## 沿革
前身の川村産業は1915年からの創業、神戸市に本社を置く自転車製造メーカーであり、NISHIKIブランドで高級ロードレーサー・MTBを多く製造し、海外にも輸出され、海外でも高級自転車の代名詞として知られていた名門であった。
旧川村産業の社章は川崎重工業と同じ。元々は川村産業のものであったが、当時神戸川崎財閥と何らかの関係があり旧川村産業側が旧川崎車両に使用を許可したという経緯がある。こういうエピソードは明治大正時代がよく窺える。
（川村産業は梅の花の中に川マーク、川崎車両は川マークのみ）
1980年代以降、自転車の普及が飽和状態となり、自転車業界全体の不振と競争の激化、同社が強みを持っていた自転車専門店ルートの縮小と海外からの安価な自転車流入によって業績が悪化。更に阪神・淡路大震災によって壊滅的な被害を受け、親会社であった大手スポーツ企業の自転車事業撤退要請もあり、前身の川村産業は解散寸前に追い込まれた（実際、吸収後に介護用品部門とスポーツ用品部門に分社化され、スポーツ用品部門は解散した）。「NISHIKI」ブランドはその他多数の自転車ブランドを所有するDerby Internationalに売却された。
1995年に介護用品を製造していた埼玉県所沢市の企業、グリーンヘルパー株式会社が株式会社カワムラサイクルの全株式を譲受、神戸市須磨区に本社を移し、180度路線を入れ換え再出発する。1996年に、マウンテンバイクの素材に使われていた丈夫で軽いアルミ製の車椅子を製造し、これがヒット商品となり、経営は軌道に乗った。また、2000年4月からの介護保険法によって、高額な車椅子が購入しやすくなったことで、業績好転を後押しした。それ以後も続々と新商品を開発、改良を続けている。また、車椅子のレンタル制度を充実させたのも、同メーカーであり、これもシェア増大に一役買った。
2004年には東証マザーズ上場も果たしている。また旧自転車メーカーが車椅子業界で復活したことで、ブリヂストンサイクルなど、他の自転車業界の介護用品（車椅子）事業参入が進んだ。
現在、中国に生産拠点子会社として、漳州立泰医療康復器材有限公司（福建省漳州）を所有している。

## 自転車部門
1995年阪神淡路大震災で壊滅的被害を蒙り、企業存続が不可能となり、車いす事業部と自転車事業部が分離して、自転車部門の一切（NISHIKIブランドも含めて）の営業権、商標権、国内、海外諸企業との契約関係等の一切を引き継ぎ、新会社として発足、株式会社カワムラが引き継ぐ。
2010年NISHIKIブランドの復活へのシナリオとしてロードフレームの生産をスチールフレームから開始。   